# Rufus Easton

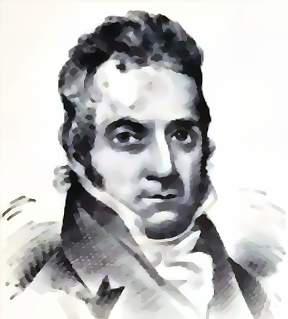
Rufus Easton

Rufus Easton (* 4. Mai 1774 in Litchfield, Colony of Connecticut; † 5. Juli 1834 in Saint Charles, Missouri) war ein US-amerikanischer Politiker. Zwischen 1814 und 1816 vertrat er das Missouri-Territorium als Delegierter im US-Repräsentantenhaus.

## Werdegang
Rufus Easton genoss eine gute Grundschulausbildung. Nach einem anschließenden Jurastudium und seiner Zulassung als Rechtsanwalt begann er in Rome im Bundesstaat New York in diesem Beruf zu arbeiten. Im Jahr 1804 zog er zunächst nach Vincennes im Indiana-Territorium und dann nach St. Louis, das damals noch zum nördlichen Teil des Louisiana-Territoriums gehörte. In seiner neuen Heimat wurde er im Jahr 1805 zum Richter ernannt.
Zwischen 1805 und 1815 war Easton Posthalter der Stadt St. Louis. Im Jahr 1814 wurde er als Delegierter des 1812 gegründeten Missouri-Territoriums in den Kongress in Washington, D.C. gewählt, wo er am 17. September 1814 die Nachfolge von Edward Hempstead antrat. Dieses Mandat bekleidete er bis zum 5. August 1816. Dann wurde John Scott zu seinem Nachfolger gewählt. Easton legte erfolglos Widerspruch gegen den Ausgang dieser Wahl ein.
Nach dem Beitritt Missouris zur Union im Jahr 1821 war Rufus Easton zwischen 1821 und 1826 Attorney General des neuen Staates. Danach praktizierte er wieder als Anwalt. In seiner Praxis wurden auch junge Anwälte ausgebildet. Darunter war unter anderem Edward Bates, der später unter Präsident Abraham Lincoln Justizminister der Vereinigten Staaten werden sollte. Außerdem war Easton in der Immobilienbranche tätig. Er starb am 5. Juli 1834 in Saint Charles.